# Mathgamain mac Cennétig
Mathgamain mac Cennétig (Nombre contemporáneo - Mahon, hijo de Kennedy) fue Rey de Munster desde alrededor de 970 a su muerte en 976. Es el hermano mayor de Brian Bóruma y antepasado de la familia McMahon del Condado Clare en Irlanda Occidental (Thomond).
Mathgamain fue el hijo de Cennétig mac Lorcáin de los Dál gCais. Su padre murió en 951 y fue reconocido rey de Tuadmumu en la noticia de su muerte, y fue probablemente sucedido por el hermano de Mathgamain, Lachtna, quién murió en 953 y al que no se le da ninguna distinción a su muerte.
En 967, Mathgamain fue llamado "rey de Cashel", por los Anales de Úlster. Aun así no se cree que se haya convertido en rey de Munster hasta el 970 o poco después, tras deponer a Máel Muad mac Brain.
En 967 Mathgamain venció a Ivar de Limerick en la famosa Batalla de Sulcoit, seguida por expediciones de Mathgamain al territorio de Uí Fidgenti en 964.
El registro más común en cuanto a la muerte de Mathgamain es que fue capturado en 976 por Donovan (Donnubán mac Cathail), Tiarna (jefe del septo) de Uí Fidgenti, con quien los Dál gCais rivalizaban por el territorio, y que eran por aquel entonces aliados de Ivar de Limerick. Donnubán le entregó a su más poderoso aliado Máel Muad mac Brain (Malloy, hijo de Brain) anterior rey de Munster, que habría matado a Mathgamain.
"Los historiadores dalcasianos dicen que Donobhan invitó a Mahon a un banquete en su casa en Bruree y allí, vulnerando las leyes de hospitalidad, lo cogió y lo entregó a los agentes de su rival, Mulloy, quién lo llevó al país de Cork y le dio muerte. Otros dicen que los ejércitos de Eoghanacht y Dalesianos, después de varias batallas, se enfrentaron cerca de Bruree cuando el Obispo de Cork y el clero interfirieron y propusieron una conferencia en la casa de Donobhan, quién allí traicionó a Mahon entregándolo a su enemigo, recibiendo tierras en Corea Laidhe como recompensa.
Por otro lado, varias autoridades cuentan la historia de manera diferente, o de una manera que reproducen los logros dalesianos de manera imposible. Por ejemplo, en los Anales de Ulster, en el año 975, sin mención alguna de la traición de Donobhan, dice, "Mathgamhian (Mahon) hijo de Cennetigh, Rey de Caisel, fue asesinado por Maelmhuaidh (Mulloy) hijo de Bran." Y otra vez en el año 977, "Una batalla entre Brian (Boroimhe), hijo de Connetigh, y Maelmhuaidh, Rey de Des-Mumha (Desmond), en la cual Maelmhuaidh fue asesinado." Ni una palabra del asesinato de Donabhan y sus aliados daneses por Brian, como lo relatan los últimos admiradores.
Keating, al narrar los acontecimientos bajo el reinado de Donough, 954 D.C., dice (según la traducción de O'Connor): "Mahon el Rey Munster..., fue traicionado y cogido por sus súbditos traidores en su propio palacio, y conducido como prisionero, bajo la férrea guardia de Mac Broin, donde fue bárbaramente muerto por las personas de aquel sitio."  Keating no le atribuyó la muerte a la traición de Donobhan.
Comerford, quién escribió en 1751, lo cuenta de la misma manera en su Historia de Irlanda, página 191. Dice que "Mahon, fue cogido por algunos conspiradores en su propio palacio, fue transportado a Meills Mae Broin, Rey de Oneachach; donde fue bárbaramente dado a muerte por las personas de aquel país, altho' St. Collum Mac Cairagain (Obispo de Cork) imploró por su vida."
"Es bastante probable que Donobhan, siendo Señor de todos los Eoghanacht Milesianos, participara con Mulloy en su contienda con Mahon por la corona de Munster, y que algunos informes imprecisos de este fueran tomados como traición por los bardos de la facción opuesta. En todo caso incluso al día de hoy, poderes más civilizados no son muy escrupulosos en tiempos de guerra acerca de las formas de entrampar a un enemigo; pero seguramente Mahon no fue tan idiota como para andar desarmado, como se dice que hizo, al campamento de su rival."